# Comté de Gingin
Le Comté de Gingin est une zone d'administration locale sur la côte sud-est de l'Australie-Occidentale en Australie. Le comté est situé à la limite nord de l'agglomération de Perth, la capitale de l'État.
Le centre administratif du comté est la ville de Gingin.
Création du comté le 1er juillet 1961.
Le comté est divisé en un certain nombre de localités:
- Gingin
- Beermullah
- Breton Bay
- Caraban
- Gabbadah
- Guilderton
- Lancelin
- Ledge Point
- Moore River National Park
- Nilgen
- Red Gully
- Seabird
- Wilbinga
- Woodridge
- Yeal

Le comté a 9 conseillers locaux et est divisé en 7 circonscriptions:
- Greater Gingin Ward (2 conseillers)
- Lancelin Ward (2 conseillers)
- Guilderton/Caraban Ward
- Seabird/Gabbadah Ward
- Woodridge Ward
- North Ward
- South Ward.